# Jackie Loughery
Jacqueline „Jackie“ Loughery (* 18. April 1930 in Brooklyn, New York; † 23. Februar 2024 in Los Angeles, Kalifornien) war eine US-amerikanische Schauspielerin und Schönheitskönigin. Bekanntheit erlangte sie als erste Miss USA im Jahr 1952.

## Leben
Jackie Loughery wurde 1930 in Brooklyn geboren. Ihre Laufbahn begann 1952, als sie den Titel bei den erstmals stattfindenden Wahlen zur Miss USA in Long Beach gewann. Bei den im selben Jahr stattfindenden Wahlen zur ersten Miss Universe belegte sie den neunten Platz. 
Neben einem Preisgeld erhielt Loughery als Auszeichnung für ihre Wahl zur Miss USA einen Filmvertrag mit Universal Pictures und nahm den Bühnennamen Evelyn Avery an, wurde jedoch weiterhin zumeist unter ihrem wirklichen Namen im Abspann genannt. Unter anderem spielte sie 1957 die weibliche Hauptrolle im Drama The D.I. Im Folgejahr war Loughery in der Hauptrolle im Drama Wilde Jagd zu sehen. Neben diesen Filmrollen trat sie zudem als Gastdarstellerin in verschiedenen Fernsehserien wie Alfred Hitchcock präsentiert, Perry Mason und Bonanza auf. 1969 beendete Loughery ihre Schauspielkarriere. Sie arbeitete anschließend als Direktorin eines Kundendienstes in einer Firma in Los Angeles. 1970 und 1976 nahm Loughery als Ehrengast an den Wahlen zur Miss USA in Miami und Niagara Falls teil.
Jackie Loughery war dreimal verheiratet. Von 1952 bis zur Scheidung im Jahr 1955 mit dem Sänger und Schauspieler Guy Mitchell, von 1958 bis zur Scheidung 1964 mit dem Schauspieler Jack Webb und schließlich seit 1969 mit Jack W. Schwietzer, mit dem sie in Encino lebte. 
Jackie Loughery starb am 23. Februar 2024 im Alter von 93 Jahren in Los Angeles.

## Filmografie (Auswahl)
- 1953: Die Welt gehört ihm (The Mississippi Gambler)
- 1953: Eine abenteuerliche Frau (Take Me to Town)
- 1953: Der Prinz von Bagdad (The Veils of Bagdad)
- 1955: Flucht nach Burma (Escape to Burma)
- 1955: Sindbads Sohn (Son of Sinbad)
- 1956: Wo Männer noch Männer sind (Pardners)
- 1957: The D.I.
- 1958: Alfred Hitchcock präsentiert (Alfred Hitchcock Presents; Fernsehserie, eine Folge)
- 1958: Wilde Jagd (The Hot Angel)
- 1960: Josh (Wanted: Dead Or Alive; Fernsehserie, eine Folge)
- 1960: Surfside 6 (Fernsehserie, eine Folge)
- 1962: A Public Affair
- 1963: Perry Mason (Fernsehserie, eine Folge)
- 1963: Bonanza (Fernsehserie, eine Folge)
- 1969: Dr. med. Marcus Welby (Marcus Welby, M.D.; Fernsehserie, eine Folge)